# Begonia kisuluana
Begonia kisuluana là một loài thực vật có hoa trong họ Thu hải đường. Loài này được Büttner mô tả khoa học đầu tiên năm 1890.